# Золота балка (заказник)
Золота балка — ландшафтний заказник місцевого значення. Об'єкт розташований на території Долинського району Кіровоградської області, с. Зелений гай.
Площа — 30,6 га, статус отриманий у 2000 році.